# Путеви дроге
Путеви дроге (енгл. Traffic) је амерички филм режисера Стивена Содерберга 2000. године. Филм је адаптација британске ТВ серије -Traffik}-. Добитник је Оскара за најбољу режију, монтажу, најбољи адаптирани сценарио и најбољу споредну мушку улогу.

## Радња филма
Протагонисти три укрштане приче: Роберт Вејкфилд (Мајкл Даглас), нови шеф „Националне управе за борбу против дрога”; Хавијер Родригез (Бенисио дел Торо), мексички полицајац, и Хелена Ајала (Кетрин Зита Џонс), супруга великог нарко-боса Карлоса Ајале (Стивен Бауер), кога Монтел Гордон (Дон Чидл) покушава да разоткрије. Филм је окупио прилично озбиљну групу споредних глумаца, укључујући политичаре из стварног живота: Била Велда, Дона Никлса, Хари Рида, Барбару Боксер, Орина Хеча и Чарлса Граслија.

## Улоге
| Глумац                | Улога                  |
| --------------------- | ---------------------- |
| Бенисио дел Торо      | Хавијер Родригез       |
| Џејкоб Варгас         | Маноло Санчез          |
| Марисол Падиља Санчез | Ана Санчез             |
| Томас Милиан          | генерал Артуро Салазар |
| Салма Хајек           | Росарио                |
| Мајкл Даглас          | Роберт Вејкфилд        |
| Ејми Ирвинг           | Барбара Вејкфилд       |
| Ерика Кристенсен      | Каролајн Вејкфилд      |
| Тофер Грејс           | Сет Ејбрахамс          |
| Д. В. Мофет           | Џеф Шеридан            |
| Џејмс Бролин          | генерал Ралф Ландри    |
| Алберт Фини           | шеф особља Беле куће   |
| Стивен Бауер          | Карлос Ајала           |
| Кетрин Зита-Џоунс     | Хелена Ајала           |
| Денис Квејд           | Арни Мецгер            |
| Клифтон Колинс млађи  | Франсиско Флорес       |
| Дон Чидл              | Монтел Гордон          |
| Луис Гузман           | Реј Кастро             |
| Мигел Ферер           | Едуардо Руиз           |
| Питер Ригерт          | Мајкл Адлер            |
| Бенџамин Брет         | Хуан Обрегон           |
| Џим Рос               | агент ДЕА              |
| Џејмс Лу              | агент ДЕА              |
| Џереми Фицџералд      | агент ДЕА              |